# Rokin

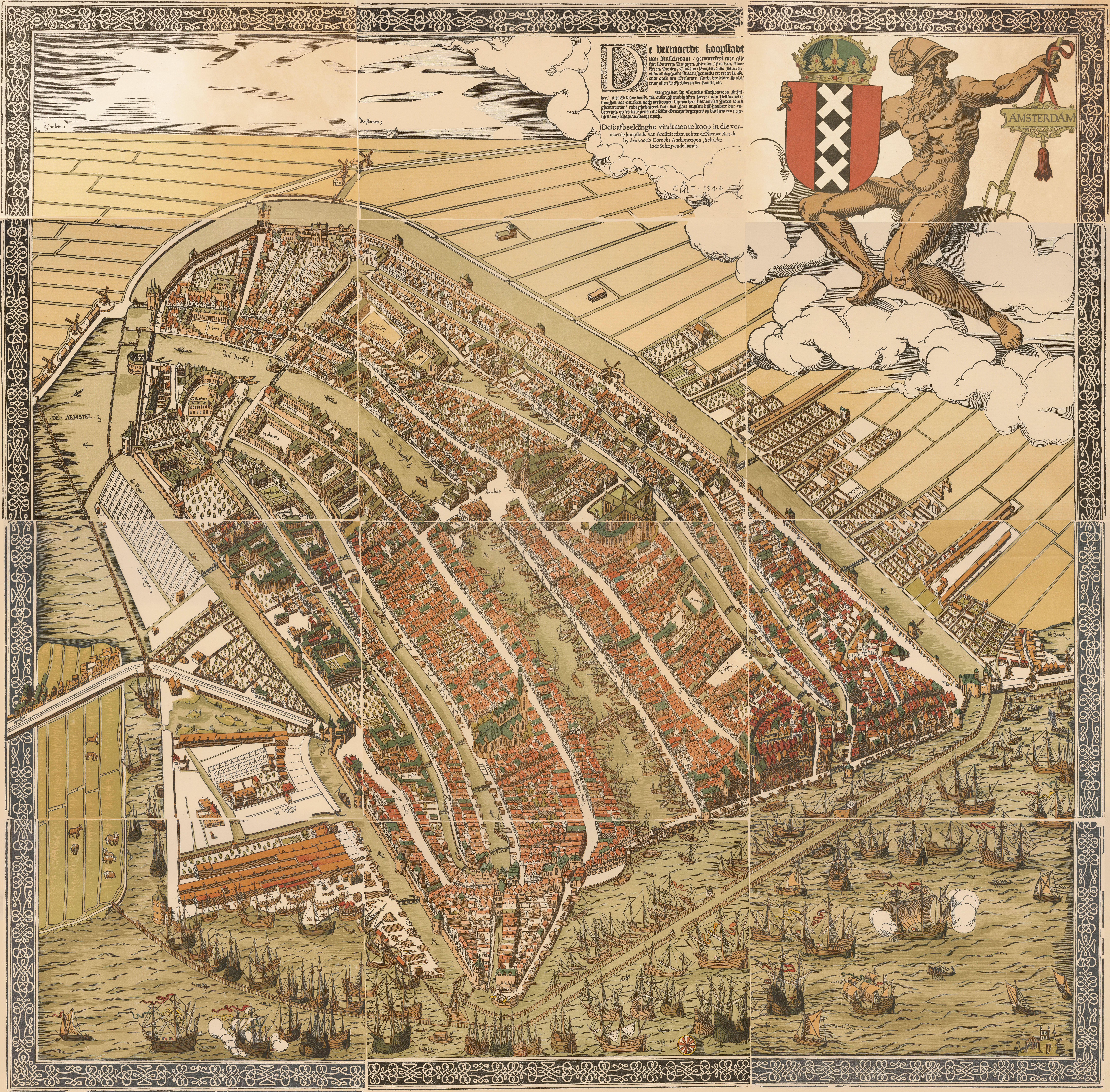
Amsterdam vers 1544, vue vers le sud-ouest. Le Rokin est la partie supérieure de la voie d'eau située au milieu de la ville (la partie supérieure étant constituée par le Damrak).

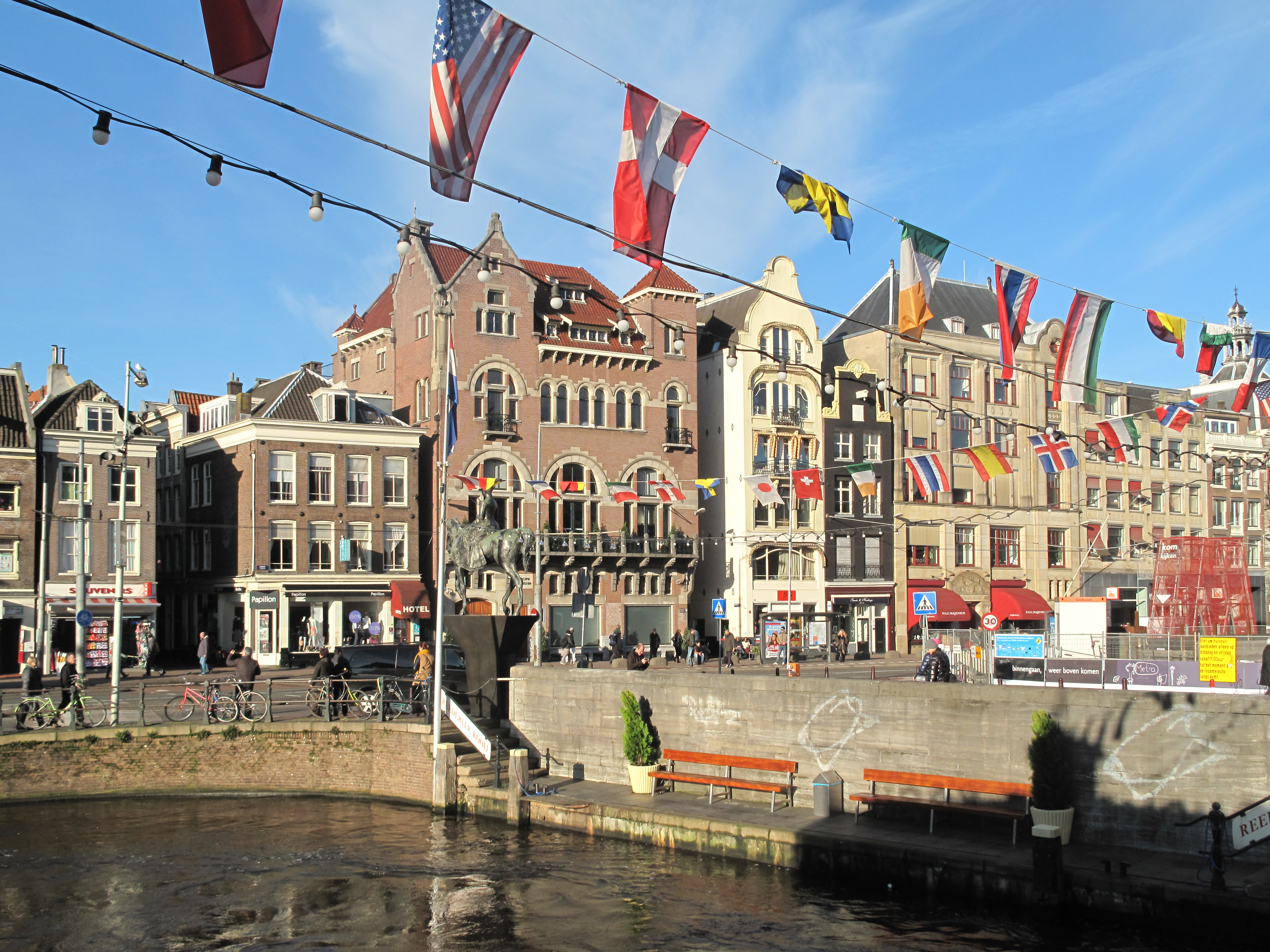
Le Rokin en 2014.

Le Rokin est un canal et l'une des principales artères urbaines dans le centre de la capitale néerlandaise Amsterdam. Il donne son nom à une station de métro sur la Noord/Zuidlijn, qui le dessert.

## Situation et accès
Elle relie le Dam à la Muntplein, la place située à la confluence entre l'Amstel et le Singel.

## Origine du nom
L'origine du nom vient de Rak-in (en néerlandais, on appelle rak le cours d'une rivière quand elle est rectiligne).

## Historique
À l'origine, le Rokin désignait un cours inférieur de la rivière Amstel, situé en amont du barrage (dam en néerlandais), qui donna son nom à la ville (le Damrak formant la partie en aval jusqu'à l'IJ) et dont l'emplacement a été matérialisé par la principale place d'Amsterdam. 
Les deux tiers septentrionaux du Rokin ont été comblés dans les années 1930 au nord du Grimburgwal.